# Radio Centrum (Rzeszów)
Akademickie Radio Centrum – lokalna, akademicka stacja radiowa w Rzeszowie.
W roku 1970 z połączenia radiowęzłów domów studenckich miasteczka akademickiego Politechniki Rzeszowskiej powstało Studenckie Radio Centrum Rzeszów. Początkowo program przesyłany był drogą naziemną. 31 grudnia 1994 roku Radio Centrum zaczęło emitować swój program na falach UKF. Od 1997 roku nadaje program w górnym paśmie UKF z nadajnika o mocy 100 W na częstotliwości 89,0 MHz. Zasięg radia to ok. 20 km wokół Rzeszowa.
Program Radia Centrum nadawany jest całą dobę. Tworzony jest w głównym stopniu przez studentów, w ciągu dnia ma charakter miejski - dopiero po godzinie 18 radio zmienia formułę na akademicką. W paśmie wieczornym i nocnym prezentowane są przede wszystkim autorskie audycje muzyczne. Dominuje w nich alternatywna muzyka rockowa, ale pojawiają się audycje poświęcone poezji, jazzowi, muzyce klubowej, czy hip-hopowi. 
Właścicielem rozgłośni i częstotliwości jest Politechnika Rzeszowska. 
Od 2004 roku Radio Centrum należy do Grupy Polskie Rozgłośnie Akademickie.